# Cantón de Saint-Malo-Sur
El cantón de Saint-Malo-Sur era una división administrativa francesa, que estaba situada en el departamento de Ille y Vilaine y la región de Bretaña.

## Composición
El cantón estaba formado por dos comunas, más una fracción de la comuna que le daba su nombre:
- La Gouesnière
- Saint-Jouan-des-Guérets
- Saint-Malo (fracción)

## Supresión del cantón de Saint-Malo-Sur
En aplicación del Decreto nº 2014-177 de 18 de febrero de 2014, el cantón de Saint-Malo-Sur fue suprimido el 22 de marzo de 2015 y sus 3 comunas pasaron a formar parte; una del nuevo cantón de Saint-Malo-1, otra del nuevo cantón de Saint-Malo-2 y la fracción de la comuna que le daba su nombre se unió con la otra para que, por medio de una reestructuración cantonal, fueran creados los nuevos cantones de Saint-Malo-1 y Saint-Malo-2.